# Diminețile unui băiat cuminte
Diminețile unui băiat cuminte este un film românesc din 1967, regizat de Andrei Blaier. Rolurile principale sunt interpretate de actorii Dan Nuțu, Irina Petrescu, Ștefan Ciobotărașu, Sebastian Papaiani, Ion Caramitru și George Constantin.
Subiectul filmului îl constituie frământările prin care trece un tânăr până la conștientizarea utilității sale sociale.

## Rezumat
Tânărul sudor Vive (Dan Nuțu) suferă un accident de muncă pe șantierul de construcție al unui combinat, alunecând de pe rezervorul pe care-l suda. El este transportat de colegii săi cu o basculantă la spitalul din apropiere, iar prietenul său, Fane (Sebastian Papaiani), îi repetă medicului că tânărul a vrut probabil să se sinucidă.
Este prezentată apoi perioada precedentă din viața tânărului. Numele său, Vive, provenea de la latinescul vivere, care înseamnă a trăi. Vive avea 22 de ani, absolvise liceul, dar picase la examenul de admitere la facultate. A urmat stagiul militar, lucrând apoi pe post de copiator. Tatăl său (George Constantin) este un ceferist sever, care-l consideră un neisprăvit și-l dojenește permanent pentru că nu vrea să facă ceva mai mult în viață, complăcându-se să muncească și să se distreze. Mama sa (Elena Sereda) este nevoită să-l trezească din somn în fiecare dimineață pentru ca tânărul să nu întârzie la serviciu. Periodic, Vive se întâlnește în oraș cu foștii lui colegi de liceu, cel mai apropiat fiind de bibliotecarul Romache (Ion Caramitru), „orășean și leneș convins”,, și de prietena lor, „blonda” (Mariana Mihuț).
Plictisit de existența lui monotonă și de cicălelile ironice ale tatălui său, Vive se hotărăște să plece pe un șantier pentru a se despărți de sine și a-și găsi propria personalitate. Trimis la nea Bondea pentru angajare, tânărul este oprit pe drum de nea Emilian Cioba (Ștefan Ciobotărașu) care îl angajează la Serviciul Producție ca funcționar administrativ pe probleme de protecție a muncii. El se împrietenește acolo cu veselul Fane, șeful echipei de sudori. După o relație pasageră cu Stela (Carmen Galin), fata de la cantină, Vive o cunoaște la un bal pe bibliotecara Mariana (Irina Petrescu), logodnica inginerului Ștefan (Octavian Cotescu). Fata fugise și ea de monotonia vieții din București și era plictisită de relația cu Ștefan.
Obsedat de utilitatea vieții, nea Cioba îi spune tânărului că „musai să fii de folos cuiva ca să poți zice că exiști. Altfel anii s-adună, s-adună, degeaba”. Considerând că tânărul seamănă cu el la anii tinereții, bătrânul nea Cioba își reproșează mereu rămânerea pe șantier și manifestă multă grijă părintească față de mai tânărul său coleg, căutând să-l ajute să-și găsească scopul în viață. În schimb, colegul său Fane spune că nu știe ce înseamnă a trăi cu adevărat, dar iubește viața cu toate „de ce”-urile ei. Nea Cioba îl prezintă Marianei pe Vive, catalogându-l drept „un băiat cuminte”. Între cei doi tineri se înfiripă o relație de dragoste. Inginerul Ștefan este gelos și încearcă să-l îndepărteze pe Vive de Mariana, dar fără succes.
Vive și Mariana merg împreună la o petrecere organizată în casa lui Ștefan, cu ocazia aniversării unui an de logodnă. La petrecere sosește și nea Cioba, deja beat, care cere băutură și spune că simte că trăiește. Mariana și-a dat demisia de pe șantier pentru a urma un curs de calificare. În zilele următoare Vive este vizitat pe șantier de Romache, care-i spune că a vrut să meargă și el pe șantier pentru că se sufoca acasă. Veselul sudor Fane le spune celor doi tineri dezorientați că el însemnează fiecare rezervor sudat pentru a lăsa semne că a trecut pe lumea aceasta.
După ce Mariana îl părăsește pe inginer, plictisită de viața alături de acesta, Ștefan îl abordează într-o noapte pe Vive și-i spune că-și iubește foarte mult fosta logodnică și îl roagă pe Vive să-i spună să se întoarcă; tânărul îi spune însă că nu a văzut-o de câteva zile. În perioada următoare nea Cioba moare de ciroză și la înmormântarea sa inginerul îl bate cu sălbăticie pe Vive. Tânărul sosește acasă bătut și o găsește pe Mariana care-l aștepta. Temându-se că viața cu Mariana ar putea deveni monotonă, el se întoarce acasă, la București. Tatăl îl primește însă cu răceală, nemulțumit de faptul că tânărul a renunțat să muncească.
Vive își dă seama că a trăi înseamnă a lăsa după el o urmă, un semn al trecerii sale pe pământ. El primește un telefon de la Mariana, care-l roagă să se întoarcă pe șantier, spunându-i că nu poate să rămână singur dacă vrea să trăiască cu adevărat. Vive se întoarce pe șantier și se angajează în echipa de sudori a lui Fane. O caută pe Mariana, dar află că aceasta a fost trimisă la un curs de calificare. La câteva săptămâni, după finalizarea unei lucrări, Vive încearcă să însemneze un rezervor cu electrodul de la aparatul său de sudură și cade în gol de pe cupola rotundă a unui bazin imens. În camera de spital, el îi spune lui Fane că a căzut și că nu a intenționat să se sinucidă.

## Distribuție
- Dan Nuțu — sudorul Vive
- Irina Petrescu — bibliotecara Mariana
- Ștefan Ciobotărașu — nea Emilian Cioba, bătrânul contabil
- Sebastian Papaiani — sudorul Fane
- Ion Caramitru — Romache, prietenul lui Vive
- George Constantin — tatăl lui Vive, muncitor ceferist
- Octavian Cotescu — inginerul Ștefan, logodnicul Marianei
- Mariana Mihuț — „blonda”, iubita lui Vive de la București
- Carmen Galin — ospătărița Stela de la cantina șantierului
- Elena Sereda — Maria, mama lui Vive
- Mimi Enăceanu — Cornelia, gazda lui nea Cioba
- Silvia Fulda — mama lui Ștefan
- Aurel Ghițescu — musafirul bătrân de la petrecerea lui Ștefan
- Mihai Boghiță — sudorul Manole
- Toma Toth — sudorul Caraiman
- Valeriu Arnăutu — sudorul Dumitrescu
- Cornel Coman — sudorul Costache
- Dumitru Șelaru — sudorul Licea
- Stelian Cremenciuc — sudor
- Aristide Teică — musafirul chel de la petrecerea lui Ștefan
- Viorica Făină Borza
- Astra Dan
- Ștefan Radof — musafirul dansator de la petrecerea lui Ștefan
- Traian Petruț — musafirul de la petrecerea lui Ștefan care vorbește despre premiul Nobel
- Petre Gheorghiu-Goe — muncitorul Zefir
- Ion Hulea
- Gheorghe Manole
- Simion Silvian
- Corneliu Poenaru
- Zenobia Ionescu
- Feri Munteanu
- Florian Ceangîru

## Producție
Scenariul literar a fost scris de tânărul scriitor Constantin Stoiciu (n. 1939), pornind de la o proză scurtă. El a debutat astfel în cinematografie. Studioul Cinematografic București a încredințat realizarea acestui film lui Andrei Blaier, care s-a impus în prima etapă a creației sale ca un „pasionat cineast al actualității” de factură neorealistă. Regizorul a realizat o adaptare cinematografică a scenariului literar, decupajul regizoral fiind discutat și aprobat în ședința Consiliului Artistic al studioului la 19 noiembrie 1965. Filmul a intrat în faza de producție la 25 februarie 1966. El a fost realizat în studiourile Centrului de Producție Cinematografică „București”.
Filmările s-au desfășurat în perioada 28 aprilie - 16 august 1966 și au avut loc la Turnu Măgurele (județul Teleorman) (cadrele exterioare) și la Buftea (cadrele interioare). Cadrele au fost filmate în primele 15 zile de operatorul Alexandru David, acesta fiind înlocuit apoi cu Nicu Stan.
Regizor secund a fost Dimitrios Sukas, iar filmările combinate au fost realizate de Mircea Sterescu. Șef de producție a fost Sigismund Klein, iar administrator producție Marin Vochin. Muzica a fost compusă de Radu Șerban și interpretată de Orchestra Simfonică a Cinematografiei dirijată de Paul Popescu.
Filmul a fost realizat pe peliculă alb-negru și are o lungime de 2700 de metri utili. Copia standard a fost finalizată la 26 noiembrie 1966. Cheltuielile de producție s-au ridicat la 3.819.000 lei.

## Recepție
Filmul Diminețile unui băiat cuminte a fost vizionat de 1.499.502 de spectatori la cinematografele din România, după cum atestă o situație a numărului de spectatori înregistrat de filmele românești de la data premierei și până la data de 31 decembrie 2014 alcătuită de Centrul Național al Cinematografiei.
Premiera filmului a avut loc la 17 ianuarie 1967. Critica cinematografică și publicul tânăr au primit bine filmul, mediile și personajele fiind apreciate ca realiste spre deosebire de filmele cu tineri pe șantier care erau pline de stereotipuri. La premieră s-a scos în evidență realismul filmului conferit de abordarea cu un simț civic superior și cu un plus de sinceritate, regizorul fiind apreciat ca un cineast neorealist, iar filmul considerat ca începutul unui tip de „free-cinema” autohton.
Criticul Călin Căliman considera acest film drept „o adevărată revelație”, ce a lansat un tip de „free-cinema” autohton. Personajele principale ale filmului sunt tineri absolvenți de liceu care își caută „un loc sub soare”. Vive, „băiatul cuminte”, trece prin mai multe experiențe existențiale (marcate de căutări, de nedumeriri și de spaime) pentru a-și descoperi drumul său în viață. Interpretarea sa de către Dan Nuțu este considerată de critic drept una „de mare firesc”. Șantierul era în acei ani un element caracteristic al acelui timp, „dar problematica scenariului și a filmului - susținută de interpretările actoricești [...] își păstrează valabilitatea general-umană, dincolo de localizările conjuncturale”. Profesorul și criticul de film Ștefan Oprea scria în volumul „Diorame cinematografice” (Ed. Junimea, Iași, 1986) că regizorul Blaier a folosit un stil original în transpunerea scenariului, imprimând filmului un firesc al faptului cotidian prin tratarea relațiilor umane cu simplitate și sinceritate. Personajele nu sunt schematice sau abstracte, ci „caractere viabile, între care plutește o poezie a tinereții, cu asprimi și frumuseți specifice mediului și vârstei.
Analizând acest film, Bujor T. Râpeanu îl considera o „povestire cinematografică despre eșecurile unui tânăr sudor și treptata declanșare, prin muncă pe șantier, a sentimentului utilității sale sociale”. Un alt critic, Ioan Lazăr, remarca distribuirea în rolul principal a lui Dan Nuțu (care jucase în filme ca Duminică la ora șase de Lucian Pintilie și Meandre de Mircea Săucan), un actor care interpretează rolul tânărului furios ce reprezintă „debusolarea unei generații”. Tehnica flash-back-ului este folosită aici pentru a ilustra motivația personală a unui tânăr care consideră că și-a ratat existența. Întreg filmul este bântuit de obsesia pasivității (tatăl lui Vive îi reproșează mereu că nu mai vrea să crească), de confuzia și de lipsa de orizont a unor tineri cărora li se impune un destin incompatibil cu structura lor interioară.
Filmul a fost prezentat în străinătate, criticul francez Marcel Martin scriind într-un articol din revista culturală „Les Lettres Françaises” (8-14 ianuarie 1969) că Diminețile unui băiat cuminte mărturisește pe un ton grav „că tânărul cinema din București merită să rețină atenția noastră”.
Criticul Tudor Caranfil a dat filmului trei stele din cinci și a făcut următorul comentariu: „Film de stări și detalii, subtil gândite, despre incompatibilitatea dintre generații (temă strict interzisă în epocă): tatăl incapabil să-și înțeleagă fiul, bibliotecara fugită de părinții care-i cereau „să nu facă nimic”. Tema tabu abordată de scenaristul Constantin Stoiciu (Pr. Gotwaldov) e atenuată printr-o binefăcătoare insistență pe stil și elaborare narativă. Bine surprinsă mentalitatea celor din „jumătatea neprimită în facultate”, care nu știu ce să facă cu viața lor. „La ce vă trebuie mașină, că sunteți bătrân?” – interpelează Vive un automobilist. El vrea magnetofon cât n-are încă 40 de ani! Amuzante pitoreștile repere ale timpului, cu „reuniunea tovărășească” deschisă de o conferință despre politețe. Dialog uneori sentențios („Trebuie să ajungem acolo unde rămân semne!”), alteori căutând firescul în banalul trivial, rod al unui efort pt. a ieși din stereotipiile „filmelor de șantier”. B.T. Râpeanu elogiază „acuitatea notației realiste” în descrierea mediilor ieșind, în acest fel, din stereotipiile filmelor de tineret „cu șantier”. Nuțu, interpretul „tânărului furios” dintr-o lungă serie a anilor '60-70, se va uza curând, iar Caramitru e pus să zică, premonitoriu, chiar la începutul filmului: „Ne facem că muncim!” „Condurul de Aur” – Gotwaldow”.
Nu toți autorii au apreciat însă acest film, unii dintre ei catalogându-l drept un film propagandistic deoarece plasează în centrul său șantierul, unde doar muncitorii sunt justificați existențial. În studiul său intitulat „Filmul surd în România mută” (Ed. Polirom, Iași, 2011), jurnalistul Cristian Tudor Popescu, doctor în cinematografie și profesor asociat la UNATC, considera Diminețile unui băiat cuminte drept un film cu caracter politic și propagandistic al epocii comuniste. Deși apreciază o toleranță mimată (apariția pentru prima dată într-un film din epoca comunistă a două tinere în furou, a unui băiat și a unei fete așezați împreună într-un pat, a unei înmormântări cu preot), precum și faptul că „acțiunea nu se învârte în jurul unor probleme de producție”, ci a unor probleme sufletești, jurnalistul critică acest film pentru că acreditează ideea că existența intelectualilor nu este justificată, singurii care „lasă urme”, adică nu trăiesc degeaba, fiind doar sudorii. În acest sens, Mariana îi spune lui Vive: „Vive, trebuie să ajungem sus, lângă Fane și ceilalți, acolo unde rămân semne!”. Intelectualii sunt văzuți ca oameni ratați (Romache și Cioba) sau ca personaje negative cu preocupări burgheze (inginerul Ștefan). Cristian Tudor Popescu considera Diminețile unui băiat cuminte ca fiind „un film pur și simplu antiintelectual”, „încă o bornă pe drumul către strigătele „Noi muncim, nu gândim!” și „Moarte intelectualilor!” din 1990”.

## Premii
- Premiul „Condurul de Aur” pentru cel mai bun scenariu (Constantin Stoiciu) la Festivalul Filmului pentru Copii și Tineret de la Gottwaldow (azi Zlín) - Cehoslovacia (1967)